# 釜池
釜池（かまいけ）は、富山県上市町に位置する池。面積は約2.4ha。その成因には諸説ある。

## 特徴
白岩川の支流である大岩川流域の、高峰山中腹に位置している。
この池の周囲にはながら池やつぶら池がある他、無数の窪地が存在する。窪地内部は湿地化しており、降水時には池のようになるものもある。
池は水門で堰き止められており、用水池として利用されている。

## 成因
黑崎史平らの調査によると、ここらの地層は高峰山火山が岩稲層により噴出したものであり、釜池の成因は高峰山の「爆裂火口」であるとしている。
一方で、藤囲会の「富山地学紀行」での記述によると、この池の周囲の地区で地滑り地形が多く見られることから、釜池は地滑りによる「堰止湖」であるとしている。

## 生態
池の周囲にヨシ、チシマザサ、オオイタドリ、ツボスミレ、トウグミ、クロウメモドキ、カノコソウの群落がある。

## アクセス
- 西種の高峰山登山口から徒歩20分程度。